# 羅州平野
羅州平野（ナジュへいや）は光州広域市と全羅南道木浦市を含む、務安郡、霊岩郡、咸平郡、潭陽郡、長城郡、霊光郡、羅州市にまたがる平野である。全羅南道の西北部の大部分を含めて全南平野（チョンナムへいや）とも呼ぶ。総面積は5,210km2で全羅南道の総面積の44%を占めている。
この記述には、ダウムからGFDLまたはCC BY-SA 3.0で公開される百科事典『グローバル世界大百科事典』をもとに作成した内容が含まれています。